# Душанбинская агломерация
Душанби́нская агломера́ция (тадж. Агломератсияи Душанбе) — групповая система населённых мест столицы Республики Таджикикстан, Душанбе.

## Описание
Агломерация является центром системы районов Гиссарской долины (Турсунзаде, Рудаки, Файзабад) и тяготеющих городов и посёлков за её пределами (Нурек, Яван и другие), формирующейся на основе общности производственно-хозяйственных отношений, трудовой занятости и обслуживания населения. Для неё характерны высокие темпы роста сельского населения, слабая территориальная подвижность, тормозящая процесс урбанизации и усугубляющая проблему использования трудовых ресурсов. Гиссарская долина является самой густонаселённой в стране, в ней плотность населения превышает 600 чел. на км². Генеральный план Душанбе от 2009 года говорил о наличии «групповой системы населённых районов Гиссарской долины» в составе городов Турсунзаде, Гиссар, Рудаки, Вахдат, Файзабад, а также и тяготеющих к ней городов и посёлков за ее пределами (города Нурек, Яван и других).

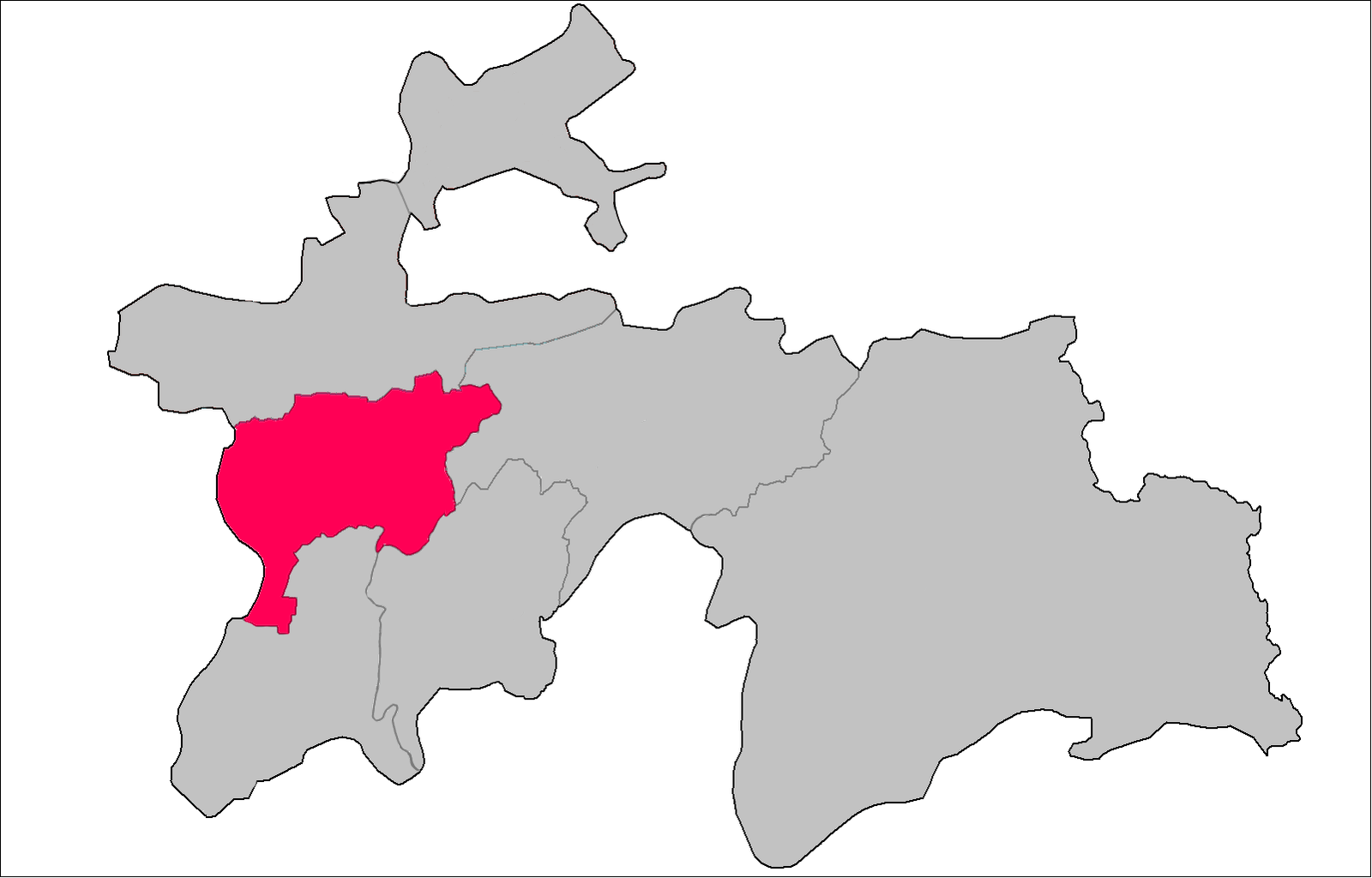
Сталинабадская область (1945 г.), которая почти соответствует территории Душанбинской агломерации

К групповой системе населённых районов Гиссарской долины относятся (население указано на 1 января 2022 года):
- город республиканского значения Душанбе — 1201,8 тыс. жит. (2022)
- территория, подчинённая городу Вахдат — 359,8 тыс. жит., в том числе:
  - город Вахдат — 54,4 тыс. жит.
  - пос. Нумон Розик — 13,0 тыс. жит.
  - сельские населённые пункты — 292,4 тыс. жит.
- территория, подчинённая городу Гиссар — 331,4 тыс. жит., в том числе:
  - город Гиссар — 32,1 тыс. жит.
  - пос. Шарора — 15,6 тыс. жит.
  - сельские населённые пункты — 283,7 тыс. жит.
- территория, подчинённая городу Турсунзаде — 320,2 тыс. жит., в том числе:
  - город Турсунзаде — 57,8 тыс. жит.
  - сельские населённые пункты — 262,4 тыс. жит.
- район Рудаки — 387,2 тыс. жит., в том числе:
  - пос. Сомониён — 27,3 тыс. жит.
  - пос. Мирзо Турсунзода — 27,1 тыс. жит.
  - пос. Навабадский — 9,6 тыс. жит.
  - сельские населённые пункты — 323,2 тыс. жит.
- Файзабадский район — 111,7 тыс. жит., в том числе:
  - пос. Файзабад — 12,3 тыс. жит.
  - сельские населённые пункты — 99,4 тыс. жит.
- Шахринавский район — 121,9 тыс. жит., в том числе:
  - пос. Мирзо Турсунзаде — 8,8 тыс. жит.
  - сельские населённые пункты — 113,1 тыс. жит.

Города и посёлки за пределами групповой системы населённых районов Гиссарской долины, но тяготеющие к ней:
- территория, подчинённая городу Нурек — 64,9 тыс. жит., в том числе:
  - город Нурек — 28,8 тыс. жит.
  - сельские населённые пункты — 36,1 тыс. жит.
- Яванский район — 248,1 тыс. жит., в том числе:
  - пос. Яван — 39,6 тыс. жит.
  - пос. Хаётинав — 4,4 тыс. жит.
  - сельские населённые пункты — 204,1 тыс. жит.

## Пояса
Зона влияния Душанбе подразделяется на 3 пояса:
- I пояс — территория в радиусе 30-ти минутной транспортной доступности до его центра. Крайние точки — пгт Сомониён (район Рудаки) и Варзобский район.
- II пояс — территория в радиусе одночасовой транспортной доступности до центра. На ней расположены города Вахдат, Гиссар.
- III пояс — территория в зоне двухчасовой доступности. Она охватывает населённые пункты, обеспеченные собственными учреждениями. Наиболее крупные населённые пункты этого пояса сами являются центрами местных групповых систем (Турсунзаде, Яван, Файзабад, Шахринав)[1]. Нурек — город стратегической важности Таджикистана.